# Auterive (Górna Garonna)
Auterive – miejscowość i gmina we Francji, w regionie Oksytania, w departamencie Górna Garonna.
Według danych na rok 1990 gminę zamieszkiwały 5814 osoby, a gęstość zaludnienia wynosiła 159 osób/km² (wśród 3020 gmin regionu Midi-Pyrénées Auterive plasuje się na 53. miejscu pod względem liczby ludności, natomiast pod względem powierzchni na miejscu 199.).